# Belcastel (Tarn)
Belcastel é uma comuna francesa na região administrativa da Occitânia, no departamento de Tarn. Estende-se por uma área de 10.81 km², e possui 242 habitantes, segundo o censo de 2018, com uma densidade de 22 hab/km².